# 封明为
封明为（1929年12月7日—2005年5月20日），男，浙江绍兴人，中华人民共和国政治人物。

## 生平
早年就读于北平铁道管理学院、中法大学。1972年，任中共北京市西城区体委党委书记，后升任西城区区长、北京市市长助理、中共北京市委副秘书长兼朝阳区委书记。1984年7月，任北京市副市长。后任政协北京市第七届、第八届委员会副主席。